# Herrnberchtheim

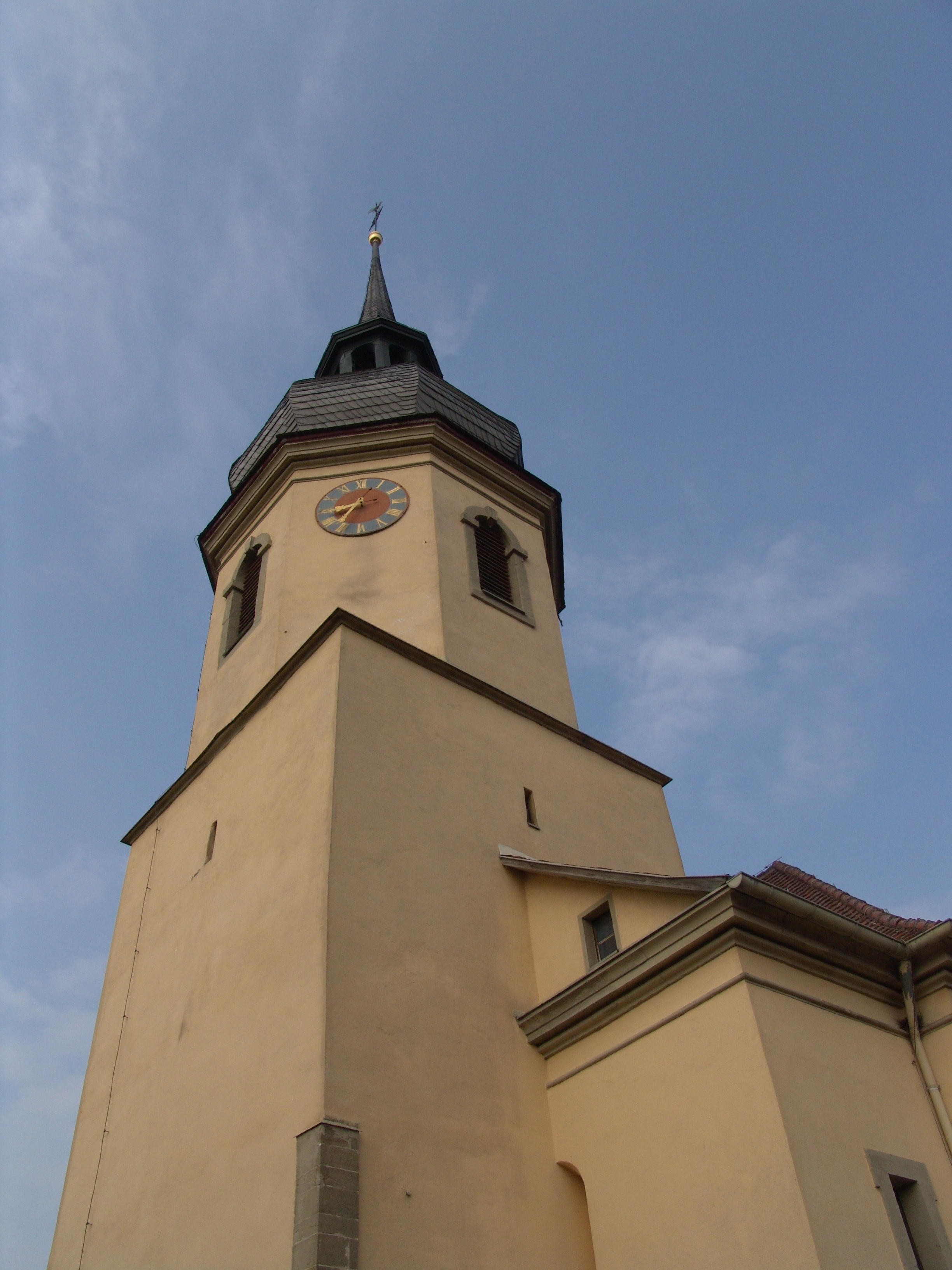
Evangelische Pfarrkirche

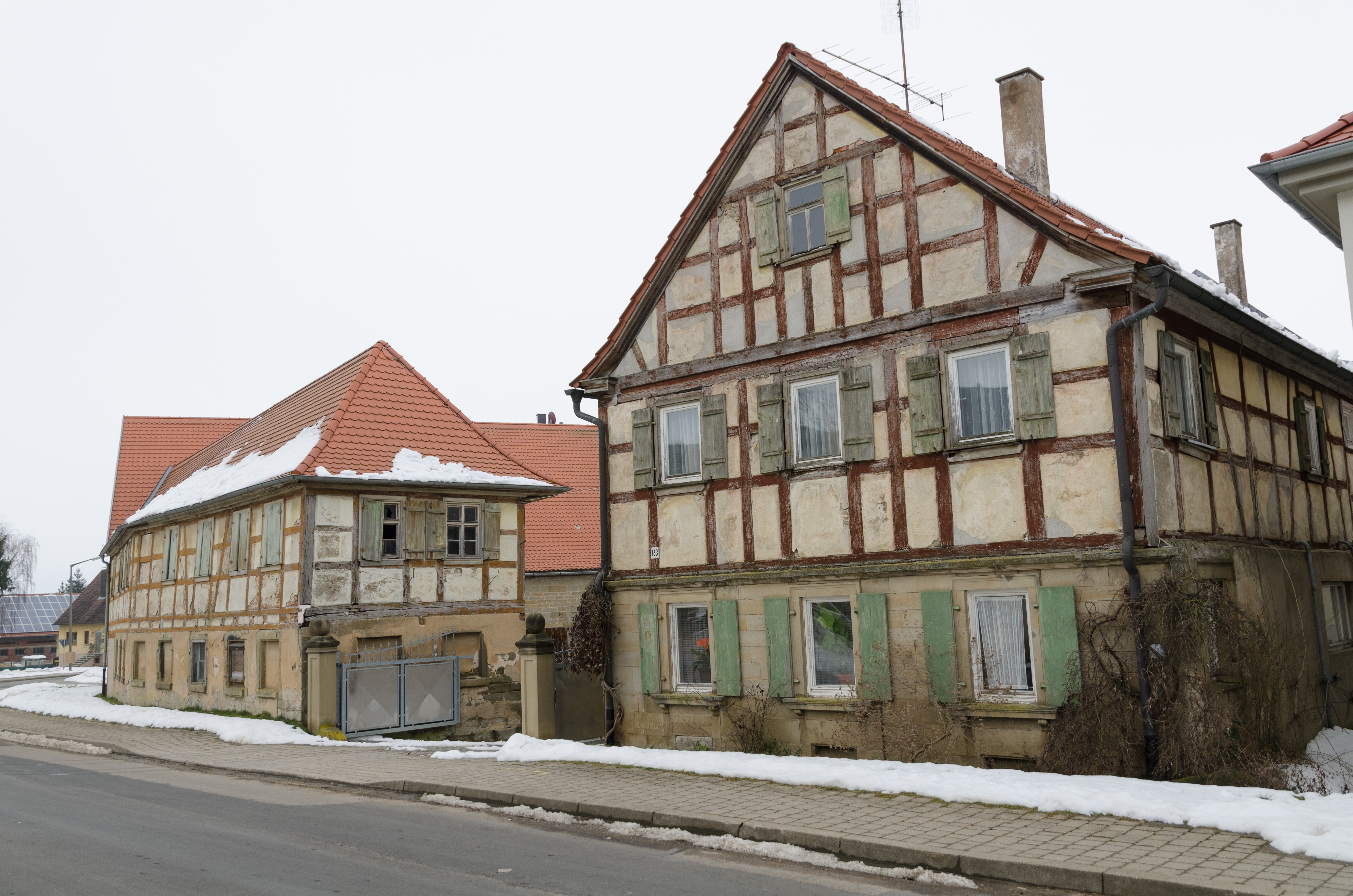
Ehemalige Brauerei

Herrnberchtheim (bis 1905 Bergtheim genannt, fränkisch: Bärchdi) ist ein Gemeindeteil des Marktes Ippesheim im Landkreis Neustadt an der Aisch-Bad Windsheim (Mittelfranken, Bayern). Zum Gemeindeteil zählt die Zapfenmühle. Die Gemarkung Herrnberchtheim hat eine Fläche von 6,240 km². Sie ist in 766 Flurstücke aufgeteilt, die eine durchschnittliche Fläche von 8146,66 m² haben.

## Lage
Das Pfarrdorf liegt am Bergtheimer Mühlbach, der sich mit dem Iffbach zur Iff vereinigt, einem linken Zufluss des Breitbachs. Der Ort ist allseits von Acker- und Grünland umgeben, das im Westen durch die Bahnstrecke Treuchtlingen–Würzburg durchschnitten wird. Die Staatsstraße 2419 führt nach Gollhofen zur Bundesstraße 13 (2,2 km südlich) bzw. nach Ippesheim (2 km nordöstlich). Die Kreisstraße NEA 44/KT 21 zweigt innerorts von der St 2419 ab und führt nach Gnötzheim (3 km nördlich). Die Kreisstraße NEA 45/KT 52 zweigt von der NEA 44 ab und führt die B 13 kreuzend nach Rodheim (4,1 km westlich).

## Geschichte
Der Ort wurde 1283 als „Berchtheim“ erstmals urkundlich erwähnt. 1412 wurde der Ort erstmals „Heren Berchtheim“ genannt. Das Bestimmungswort ist entweder der Personenname Berhto oder das Adjektiv ber(a)ht (ahd. für glänzend, hell).
Herrnberchtheim war im Spätmittelalter im Besitz verschiedener Geschlechter des Niederadels – daher der Name „Heim des Berchto, das den vielen Herren gehört“. Zu ihnen zählten vor allem die Enheim, die am Südrand des Ortes auf einer kleinen Wasserburg saßen und verschiedene Beinamen trugen, etwa Grumat, Meyenberg und andere. Sie waren Patronatsherren der Kirche, in der sich auch ihre Grablege befand. Durch Erbschaft oder Verkauf kam Herrnberchtheim im späten 15. Jahrhundert teilweise an die Fronhofen, wenig später ein anderer Teil an die Wenkheim. Zu Beginn des 17. Jahrhunderts verkauften die Adeligen das Dorf an die Reichsstadt Windsheim, die es ihrerseits um 1680 an die Markgrafen von Ansbach veräußerte. Von da an war Herrnberchtheim Teil des Oberamts Uffenheim.
Gegen Ende des 18. Jahrhunderts gab es in Herrenberchtheim 53 Anwesen. Das Hochgericht übte das ansbachische Oberamt Uffenheim aus. Das Kasten- und Stadtvogteiamt Uffenheim war Grundherr über 45 Anwesen. Die übrigen 8 Anwesen unterstanden der Herrschaft Schwarzenberg.
Von 1797 bis 1808 unterstand Herrnberchtheim dem preußischen Justiz- und Kammeramt Uffenheim. 1806 kam der Ort an das Königreich Bayern. Mit dem Gemeindeedikt (frühes 19. Jahrhundert) wurde der Steuerdistrikt Bergtheim (=Herrnberchtheim) gebildet. Zu diesem gehörten Geckenheim, Hasenmühle, Kirchmühle, Rittermühle, Simonsmühle, Unterickelsheim und Zapfenmühle. Wenig später entstand die Ruralgemeinde Bergtheim mit den Orten Rittermühle und Zapfenmühl. Sie war in Verwaltung und Gerichtsbarkeit dem Landgericht Uffenheim zugeordnet und in der Finanzverwaltung dem Rentamt Uffenheim (1919 in Finanzamt Uffenheim umbenannt). Um 1840 kamen Rückerts- und Zapfenmühle an die Gemeinde Reusch. Beide Mühlen wurden aber nach 1864, spätestens 1867 wieder nach Bergtheim umgemeindet. Ab 1862 war das Bezirksamt Uffenheim für die Verwaltung der Gemeinde zuständig (1939 in Landkreis Uffenheim umbenannt). Die Gerichtsbarkeit blieb beim Landgericht Uffenheim (1879 in Amtsgericht Uffenheim umbenannt), seit 1973 ist das Amtsgericht Neustadt an der Aisch zuständig. Die Gemeinde hatte 1964 eine Gebietsfläche von 6,241 km².
1945, gegen Ende des Zweiten Weltkriegs, kam es in Herrnberchtheim zu erbitterten Straßenkämpfen, bei denen 102 amerikanische und 28 deutsche Soldaten starben. Des Weiteren wurde einige Gebäude des Ortes durch Brandbomben zerstört.
Am 1. Januar 1972 wurde Herrnberchtheim im Zuge der Gebietsreform in Bayern nach Ippesheim eingegliedert.

### Baudenkmäler
- Haus-Nr. 101: Evangelische Kirche[21]
- Haus-Nr. 163 (ursprüngliche Nummerierung Nr. 38): Ehemalige Brauerei[21]

ehemalige Baudenkmäler
- Haus-Nr. 10: Am Westgiebel des ursprünglich erdgeschossigen, weitgehend veränderten Fachwerkwohnstallhauses Wappenrelief mit preußischem Adler und Inschrift „18 Johann Herrlein 02“.[22]
- Haus-Nr. 20: Von 1823, Stattliches, zweigeschossiges, fünfzoniges Fachwerkwohnstallhaus mit zwei hintereinanderliegenden Ställen. Satteldach mit Krüppelwalm. In der Mitte des Wohnteils traufseitig in der Obergeschossbrüstung Inschrifttafel „Johann/ Markert/ Erbauet im Jahr/ 1823“. – Zugehörige dreiseitige Hofanlage mit fünfjochiger Fachwerkscheune und in Quadermauerwerk aufgeführten Schweineställen mit einhüftigen, als Holzlege mit Latten verschlagenem Dachgeschoss.[22]
- Haus-Nr. 37: Erdgeschossiges Fachwerkwohnstallhaus des späten 18. Jahrhunderts mit rückwärtig massiver Traufwand und aufgestocktem Stubenteil, dessen abgewalmtes Dach in das Satteldach des Hauses eingeschiftet ist.[22]
- Haus-Nr. 50: Gemeindehaus. Frühes 17. Jahrhundert. Kleines eingeschossiges dreizoniges Fachwerkwohnstallhaus mit wandhohen Streben. An der Stallwand auf dem Sockel aufsitzende Pfosten, in die die Fußschwelle eingezapft ist. Im Giebel des Wohnteils zweidrittel-hohe Streben, darüber rautenförmiges Gitterwerk.[22]
- Haus-Nr. 51: Gemeindehaus. Aus der Mitte des 17. Jahrhunderts erdgeschossiges Fachwerkkleinhaus von 2 zu 5 Achsen, Umfassungen zum Teil modern massiv unterfangen. Wandhohe Streben, Malkreuze. Nördlich angebaute Ställe.[22]

### Bodendenkmal
- Turmhügel Herrnberchtheim[21]

### Einwohnerentwicklung
| Jahr      | 1818   | 1840   | 1852  | 1855  | 1861   | 1867   | 1871   | 1875   | 1880   | 1885   | 1890   | 1895  | 1900   | 1905  | 1910   | 1919  | 1925   | 1933  | 1939  | 1946  | 1950   | 1952  | 1961   | 1970   | 1987   | 2014  |
| Einwohner | 320    | 343    | 326   | 337   | 343    | 377    | 371    | 377    | 390    | 396    | 410    | 403   | 378    | 384   | 409    | 413   | 413    | 392   | 379   | 530   | 563    | 552   | 432    | 391    | 325    | 320   |
| Häuser    | 66     | 63     |       |       |        |        | 77     |        |        | 79     | 79     |       | 74     |       |        |       | 85     |       |       |       | 86     |       | 98     |        | 89     |       |
| Quelle    | [ 12 ] | [ 24 ] | [ 3 ] | [ 3 ] | [ 16 ] | [ 25 ] | [ 26 ] | [ 27 ] | [ 28 ] | [ 29 ] | [ 30 ] | [ 3 ] | [ 31 ] | [ 3 ] | [ 32 ] | [ 3 ] | [ 33 ] | [ 3 ] | [ 3 ] | [ 3 ] | [ 34 ] | [ 3 ] | [ 17 ] | [ 35 ] | [ 36 ] | [ 2 ] |

## Religion
Der Ort ist Sitz einer Pfarrei und seit der Reformation evangelisch-lutherisch geprägt.